# پرچم هراره
پرچم هراره در ۱۸ آوریل ۱۹۸۲ پذیرفته شد.این پرچم دارای سه رنگ زرد و آبی و قرمز است.